# Số một Đường vòng quanh Đài quan sát
Số một Đường vòng quanh Đài quan sát (tiếng Anh: Number One Observatory Circle) là địa chỉ của tòa nhà làm nơi ở và nơi làm việc chính thức của Phó Tổng thống Hoa Kỳ.
Nằm trên khu vực phía đông bắc của Đài thiên văn Hải quân Hoa Kỳ tại Washington, DC, ngôi nhà ban đầu được được xây dựng vào năm 1893 cho dành cho người quản lý của Đài Thiên văn Hải quân. Tổng Tham mưu trưởng Hải quân thích ngôi nhà đến nỗi vào năm 1923, ông đã tự mình tiếp quản ngôi nhà. Nó vẫn là nơi cư trú của Tổng tham mưu cho đến năm 1974, khi Quốc hội cho phép chuyển đổi thành nơi ở chính thức cho Phó Tổng thống, mặc dù là tạm thời. Trên thực tế, theo luật, đây vẫn là "nơi ở tạm thời chính thức của Phó Tổng thống Hoa Kỳ". Ủy quyền của Quốc hội năm 1974 bao gồm chi phí tân trang và trang bị cho ngôi nhà.
Mặc dù Số một Đường vòng quanh Đài quan sát đã được cung cấp cho Phó Tổng thống vào năm 1974, nhưng hơn hai năm trôi qua trước khi Phó Tổng thống sống toàn thời gian trong đây. Phó Tổng thống Gerald Ford trở thành Tổng thống trước khi ông có thể sử dụng ngôi nhà. Phó tổng thống của ông, ông Nelson Rockefeller, chủ yếu sử dụng ngôi nhà để giải trí vì ông đã có một nơi cư trú được bảo đảm tốt ở Washington, DC, mặc dù Rockefeller đã tặng đồ đạc trị giá hàng triệu đô la cho ngôi nhà. Phó Tổng thống Walter Mondale là Phó Tổng thống đầu tiên chuyển vào nhà.
Dinh thự của Phó Tổng thống đã được Hải quân Hoa Kỳ tân trang lại vào đầu năm 2001, chỉ trì hoãn một chút việc di chuyển của Phó Tổng thống Dick Cheney và gia đình ông.

## Tên gọi
Tên tiếng Anh Number One Observatory Circle có nghĩa là một địa chỉ mang "số 1 đường vòng quanh Đài quan sát" (ám chỉ Đài quan sát của Hải quân Hoa Kỳ nằm phía bên trong con đường vòng tròn này).

## Lịch sử
Ngôi nhà tại Số một Đường vòng quanh Đài quan sát được thiết kế bởi kiến trúc sư Leon E. Dessez và được xây dựng vào năm 1893 với giá 20.000 đô la (tương đương 651.407 đô la vào 2022) để sử dụng cho Quản lý của Đài Thiên văn Hải quân. Nó được xây dựng trên 13 mẫu Anh (5,3 ha)   đất ban đầu là một phần của 73 mẫu Anh (30 ha)   trang trại được gọi là Northview, mà Hải quân đã mua vào năm 1880. Đài quan sát đã được di chuyển từ Foggy bottom đến vị trí mới cùng năm ngôi nhà được hoàn thành và mười hai Giám thị quan sát sống ở nơi được gọi là Nhà của Giám thị. Năm 1928, với việc thông qua Luật công 630, Quốc hội đã chiếm đoạt nó cho Tổng tham mưu trưởng Hải quân, và vào tháng 6 năm 1929, Charles Frederick Hughes trở thành cư dân đầu tiên của cái gọi là Nhà của Đô đốc. Trong 45 năm tiếp theo, nó là ngôi nhà của những Đô đốc như Richard H. Leigh, Chester W. Nimitz và Elmo Zumwalt. Ngôi nhà ban đầu là gạch đỏ sẫm. Sau đó, vào năm 1960, nó được sơn màu xám "lông vũ" và vào năm 1963, màu trắng với cửa chớp màu đen. Hiện nay nó có màu kem.
Năm 1966, để đối phó với vụ ám sát John F. Kennedy, Quốc hội đã thông qua luật tạo ra "nơi ở chính thức cho Phó Tổng thống Hoa Kỳ tại Quận Columbia" và chỉ định "khoảng mười mẫu tại Đài quan sát Hải quân Hoa Kỳ" cho sử dụng như vậy. Vị trí chính xác được xác định bởi GAO và Hải quân sau đó, và việc xây dựng sẽ bắt đầu tại nơi cư trú khi có kinh phí khi chiến tranh Việt Nam kết thúc. Tạm thời, Sở Mật vụ đã trả tiền cho việc nâng cấp đắt tiền cho nhà riêng của các Phó Chủ tịch Hubert Humphrey, Spiro Agnew và Gerald R. Ford. Agnew chỉ sống trong nhà của mình trong ba tháng trước khi từ chức, và ngay sau đó đã bán nó với một khoản lợi nhuận lớn, một phần là do các nâng cấp (ví dụ thêm cho Sở Mật vụ, hàng rào và đường lái xe mới) được chính phủ trả tiền. Điều này dẫn đến một vụ bê bối nhỏ, và một cuộc điều tra sau đó cho thấy rằng sẽ rẻ hơn khi thiết lập nơi ở của Phó Tổng thống mới ngay lập tức, thay vì tiếp tục bảo đảm nhà riêng. 
Vào tháng 7 năm 1974, Quốc hội đã thông qua một đạo luật mới để biến Nhà của Đô đốc trở thành "nơi ở tạm thời chính thức của Phó Tổng thống Hoa Kỳ" có hiệu lực sau khi chấm dứt phục vụ của Tổng tham mưu trưởng Hải quân. Công việc bắt đầu chuẩn bị Nhà của Đô đốc trở thành nơi ở của Phó Tổng thống tạm thời vào cuối mùa thu đó, sau khi Nixon từ chức và Tổng tham mưu trưởng Hải quân được chuyển đến Quarters A tại Navy Yard. 
Ngôi nhà chính thức được mở làm nơi ở của phó tổng thống vào tháng 9 năm 1975. Tuy nhiên, lúc đó, Nelson Rockefeller, phó tổng thống, đã chọn sống trong ngôi nhà riêng lớn hơn của mình và chỉ sử dụng nơi đây để giải trí. Vào tháng 1 năm 1977, Walter Mondale trở thành phó tổng thống đầu tiên sống trong ngôi nhà, và nó đã từng là nhà của mọi phó tổng thống kể từ đó.
Thay vì xây dựng một nơi ở của Phó tổng thống mới, Số một Đường vòng quanh Đài quan sát tiếp tục có những tu sửa rộng rãi. Năm 1976, Hải quân đã chi $ 276.000 để thay thế 22 đơn vị cửa sổ bằng nhiệt hơi và điều hòa không khí trung tâm. Năm 1980, mái nhà bị dột được thay thế bằng đá phiến. Bushes đã quyên góp được 187.000 đô la cho thảm, đồ nội thất và bọc ghế khi họ chuyển đến vào năm 1981, và năm sau, Hải quân đã chi 34.000 đô la để sửa chữa mái hiên. 225.000 đô la đã được sử dụng để sửa chữa các bức tường bên trong và bên ngoài bị hư hại do thấm nước, và thêm 8.000 đô la để xây dựng một phòng ngủ nhỏ. Năm 1989, Phó tổng thống mới Dan Quayle đã trì hoãn việc di chuyển trong một tháng vì việc tu sửa 300.000 đô la bao gồm tầng ba được xây dựng lại với phòng ngủ phù hợp cho trẻ em, lối vào xe lăn và phòng tắm nâng cấp ra khỏi phòng của Phó Tổng thống. Một màu xanh lá cây đã được thêm vào năm 1989 và một bể bơi, bồn nước nóng và nhà ở hồ bơi vào năm 1991 - tất cả được trả bằng các khoản đóng góp tư nhân. Một 525 foot vuông (48,8 m2) phòng tập thể dục skylit đã được thêm vào tầng thượng vào khoảng thời gian đó. Trong thời gian này, nhiều cải tiến bảo mật cũng được thực hiện.
Đến năm 1991, Hải quân, chịu trách nhiệm bảo trì nơi cư trú, đã quyết định rằng Quốc hội sẽ không bao giờ xây dựng nơi ở của Phó Tổng thống (bên cạnh Nhà của Đô đốc) và quyết định sửa sang lại và sửa chữa căn nhà. Phó tổng thống tân cử Al Gore đã đồng ý trì hoãn việc chuyển vào nhà gần sáu tháng để cho phép cải tạo ngôi nhà lớn nhất kể từ năm 1974. Công việc sửa chữa trị giá 1,6 triệu USD đã thay thế hệ thống sưởi, điều hòa không khí và hệ thống ống nước, loại bỏ amiăng, lắp lại điện, thay thế hệ thống thông gió, phục hồi hiên nhà và nâng cấp khu nhà ở trên tầng hai. 

## Kiến trúc và trang trí

### Nội thất
Hầu hết các đồ đạc được đặt trong nhà sau cuộc cải tạo năm 1974 là bản sao thế kỷ XX của các mảnh phong cách thuộc địa hoặc Liên bang. Một ngoại lệ đáng chú ý là một chiếc giường được đặt trong nhà bởi Nelson Rockefeller. Chiếc giường được thiết kế bởi nghệ sĩ Max Ernst. Được gọi là giường "lồng", đầu giường có hình dạng của một bàn đạp Hy Lạp, và ván chân tường là một phiên bản thấp hơn của một bàn đạp. Tán lá điêu khắc tương tự như lá ô liu hoặc nguyệt quế quấn quanh bài viết. Con dấu của Phó Tổng thống Hoa Kỳ đã được đưa vào đầu giường. Rockefeller đã hai lần cung cấp giường vĩnh viễn cho ngôi nhà nhưng nó đã bị từ chối bởi cả Phó Tổng thống George H.W. Bush và Phó Tổng thống Dan Quayle. Về thăm Barbara Bush tại nhà, bà Rockefeller tặng cô chiếc giường và bà. Bush trả lời "bạn luôn được chào đón trong ngôi nhà này, nhưng không cần phải mang theo giường của chính mình." Rockefeller đã để lại một bản in thạch bản gọi là "The Great Ignoramus", một số rương cổ của Hàn Quốc và Nhật Bản, và gần một chục mảnh khác.
Khi Mondales vào ngôi nhà, Joan Mondale đã giới thiệu nhiều đồ nội thất và màu tường bão hòa hơn và nghệ thuật đương đại. Giống như Rockefeller, Mondales mang một số đồ cổ châu Á vào nhà. Gia đình Bush, làm việc với nhà trang trí nội thất Mark Hampton, đã sử dụng bảng màu của men ngọc, vôi và xanh nhạt. Các Quay đã loại bỏ màu xanh lá cây vôi và sử dụng ngoài màu trắng. Gores giám sát việc trang trí lại hoàn chỉnh, bổ sung một bàn ăn mới, đồ nội thất mới cho thư viện, và cải tạo đáng kể các căn cứ và hiên nhà để làm cho chúng phù hợp hơn cho giải trí ngoài trời. Ngay trước khi Cheneys chuyển đến, một số công việc cần thiết về điều hòa không khí và sưởi ấm đã được thực hiện và nội thất được sơn lại. Cheneys mang một số tác phẩm nghệ thuật đương đại vào nhà.

### Hầm ngầm
Vào ngày 17 tháng 5 năm 2009, Newsweek báo cáo rằng Phó Tổng thống Joe Biden tiết lộ rằng có một hầm ngầm "11/9" dưới lòng đất. Người ta đã suy đoán rằng boongke được xây dựng vào tháng 12 năm 2002 khi những người hàng xóm phàn nàn về tiếng ồn xây dựng lớn. Elizabeth Alexander, người phát ngôn của Phó Tổng thống, đã giải thích vào ngày hôm sau, "Những gì phó tổng thống mô tả trong các bình luận của ông không phải là vì một số báo cáo đã đề nghị một cơ sở ngầm, nhưng thay vào đó, một không gian làm việc ở tầng trên, nơi ông hiểu thường được sử dụng bởi Phó Tổng thống Cheney và các trợ lý của ông. " 